# Empire Girls: Julissa & Adrienne
Empire Girls: Julissa & Adrienne é um reality show norte-americano que segue as vidas de duas celebridades latinas que lutam para manterem-se relevantes no mundo do entretenimento. As latinas em questão são Adrienne Bailon (ex-Cheetah Girl e ex-3LW) e Julissa Bermudez (ex-apresentadora do canal de TV BET).
O programa foi exibido em Portugal no final de 2012 . Quando uma segunda temporada do reality show começou a ser negociada, o canal Style foi repentinamente vendido, fazendo com que todas sua programação fosse banida.

## Enredo
Os espectadores acompanham duas das atrizes latinas mais sexies da América enquanto elas tomam as ruas de Nova Iorque para solidarem suas carreiras no mundo do entretenimento e acharem o amor verdadeiro, tudo enquanto mantêm seus estilos de vida fabulosos e cumprem a agenda social bem lotada.
Conforme elas lutam para manter o sucesso profissional em harmonia com suas respectivas vidas pessoais, Bailon e Bermudez se esforçam para alcançarem todas as suas metas antes de completarem 30 anos.

## Elenco

### Elenco principal
- Adrienne Bailon: A multi-talentosa latina começou no mundo do entretenimento no início dos anos 2000, fundando o grupo de R&B 3LW. Depois de vender milhões e ganhar vários prêmios com esse grupo, Adrienne foi contratada pela Disney e se tornou uma das integrantes do grupo pop The Cheetah Girls, fazendo turnês, gravando filmes em vários países e vendendo milhões. Ela atualmente tenta deslanchar uma carreira solo como cantora.
Como atriz, Adrienne foi estrela da trilogia de filme das The Cheetah Girls, participou do filme Coach Carter, atuou na série That's So Raven e protagonizou o filme da MTV All You've Got, onde estreitou laços com a amiga Julissa.
Essa filha de um equatoriano com uma porto-riquenha nasceu no dia 24 de Outubro de 1983 e foi criada no Lower East Side de Nova Iorque.

- Julissa Bermudez: Apresentadora e atriz, ela ficou mais conhecida por apresentar um dos programas mais populares do canal estadunidense BET, "106 & Park." Ela ainda pôde ser vista no comando de programas da MTV, apresentando especiais de séries como The Hills e Jersey Shore.
Bermudez fez participações em várias séries, atuou nos filmes "The Startup" e "Make It Happen". Mas foi no set do filme All You've Got, onde interpretava Mari, que ela se tornou tão amiga de Adrienne.
Julissa nasceu na República Dominicana mas foi criada em Quees, em Nova Iorque.

### Elenco de apoio
- Ashley Weatherspoon: Melhor amiga de Adrienne há mais de 10 anos. Ashley era dona de um fã-clube de Adrienne e, com o passar dos anos, tornou-se sua grande amiga. Trabalha para o rapper Fabolous.
- Layla Kayleigh: A apresentadora britânica Layla é uma das amigas mais próximas de Julissa. De descendências africana, européia e do oriente-médio, a bela Layla já apresentou vários programas na TV da Inglaterra.
- Angie Martinez: Conhecida como "The Voice Of New York" (A Voz de Nova Iorque), Angie é uma famosa e influente locutora de rádio da região de Nova Iorque. Amiga de artistas mundialmente famosos, como Jay-Z e Mary J. Blige, ela conhece Adrienne desde que esta tinha 15 anos e é famosa pelos seus conselhos.
- Ne-Yo: O famosíssimo cantor de R&B Ne-Yo é o novo patrão e mentor de Adrienne. Muito profissional e focado, ele trabalha na criação e produção do álbum de Adrienne, querendo ajudá-la a lançar-se numa carreira solo.
- Jorge Santos: Jorge, que é dançarino e primo de Adrienne, trabalha como coreógrafo de Bailon.